# Мір'ям Бернштейн-Коган
Мір'ям (Міріам, Мар'єм) Яківна Бернштейн-Коган (14 грудня 1895, Кишинів, Бессарабська губернія — 4 квітня 1991, Тель-Авів, Ізраїль) — єврейська театральна і кіноакторка, театральна режисерка, письменниця й перекладачка. Піонерка івритського театру у Палестині, художня керівниця першої професійної театральної трупи в країні. Лауреатка Державної премії Ізраїлю (1975).

## Біографія
Марія (з 1907 року Міріам) Бернштейн-Коган народилася у Кишиневі в сім'ї російського сіоністського діяча Якова Бернштейн-Когана та його дружини Леї-Доротеї Бернштейн-Коган. У дитинстві (1901—1907) жила з родиною у Харкові (відвідувала гімназію і брала участь у гімназійних театральних виставах), з 1907 по 1910 роки — у Палестині (вчилася в івритській гімназії «Герцлія» у Яффі), з 1911 року — знову в Кишиневі. Під час Кишинівського погрому 1903 року перебувала в місті; будинок Бернштейн-Коганів зазнав нападу натовпу погромників.
Закінчивши німецьку гімназію у Кишиневі, для отримання медичної освіти знову переїхала до Харкова, де з 1910 року функціонував Жіночий медичний інститут Харківського медичного товариства під керівництвом професора Василя Данилевського . Водночас відвідувала театральну студію Синельникова. Під час Першої світової війни служила сестрою милосердя у фронтовому госпіталі.
У 1917 році одружилася з адвокатом та закінчила Жіночий медичний інститут. Міріам Бернштейн-Коган працювала лікаркою в Києві (1918), звідки під час заворушень Громадянської війни тікала до Москви, де продовжила навчання у школі-студії Костянтина Станіславського і Володимира Немировича-Данченка при МХТ. Після закінчення театральної студії остаточно покинула медицину і почала театральну кар'єру під сценічним псевдонімом Марія Александрова. Одружилася з актором Ароном Гіршем (Кіппером).
У травні 1921 року оселилася у підмандатній Палестині, де одразу ж приєдналася до першої у країні професійної театральної трупи «hаТеатрон hаІврі» (Єврейський театр), організованої кількома місяцями раніше (10 листопада 1920 року) актором театру на їдиші Давидом Давидовим (1890—1980).
Відразу ж була зайнята у головних ролях в постановках п'єс Генріка Ібсена " Нора ", Августа Стріндберга «Батько», С. Ф. Пшибишевського «У пошуках щастя», в перекладених з їдишу п'єсах «Порожня корчма» Переца Гіршбейна, «Міреле Ефрос» і «Сирітка Хася» Якова Гордіна, «Прапори перемоги» Довіда Пінського.
У кінці 1921 року, після несподіваного від'їзду Давидова з країни, Бернштейн-Коган очолила трупу, тепер перейменовану в «Театрон драматі» (Драматичний театр). З цього часу вона виступала і як провідна акторка театру і як режисер-постановник. Уже в 1922 році нею були поставлені «Як важливо бути серйозним» Оскара Вайлда, «Доктор Коген» Макса Нордау, «Ангел» Семена Юшкевича і класичні твори з репертуару театру того часу на їдиші — «Бог відплати» Шолома Аша, «Дібук» (між двох світів) Шлойме Ан-ського і «Важко бути євреєм» Шолом-Алейхема . На європейських гастролях театру (тепер під назвою «Театрон Ерец-Ісраелі» — Театр Землі Ізраїлю) у Берліні в 1923 році трупа привернула увагу Менахема Гнесина (1882—1952), який взяв на себе керівництво театром. У 1924 році ним було поставлено «Валтасар» (власна адаптація п'єси Х. Раше), а в 1925 році театр на чолі з М. Бернштейн-Коган і М. Гнєсіним повернувся до Палестини. У цьому ж році Бернштейн-Коган був поставлений «Уявний хворий» Мольєра, а через рік трупа припинила своє існування. У 1925 році заснувала і редагувала журнал «Театрон ве-Оманут» (театр і мистецтво, 1925—1928) — перше періодичне видання в підмандатній Палестині, присвячене театру.
У 1928 році виступала в різних східно-європейських містах, Південній Африці, потім оселилася в Ризі, де разом із чоловіком — актором Михайлом Гуром — до 1933 року грала в театрі на їдиші, а потім з усією родиною повернулася до Палестини.
М. Я. Бернштейн-Коган приєдналася до трупи театру «Камері» (Камерний театр) у Тель-Авіві, в якому особливий успіх їй принесла постановка у 1935 році класичної комедії театру на їдиші «Чаклунка» Абрама Гольдфадена . Протягом 1930-х років виступала з сольними концертами бессарабської єврейської пісні на їдиш і інших народних пісень на декількох мовах у різних країнах Європи. У 1925—1931 роках була членом кнесету представників (єврейського парламенту країни). Виступала також і як перекладачка літератури на іврит, залишила спогади про єврейське життя Кишинева, а після утворення Ізраїлю почала зніматися в кіно. Виконала головну роль у кінокартині «Історія з таксі» (Маасе беМоніт, 1956) режисера Ларрі Фріша (з Рафаелем Клячкіним і Шмуелем Роденськім у ролях), зіграла в «Королеві автостради» (Малкат hаКвіш, 1971) Менахема Ґолана (Глобуса), «Ні вдень ні вночі »(Ло беЙом ве ло беЛайла, 1972) Стівена Хілларда Стерна, « Дерев'яна конячка »(Сус Ец, 1976) Йоша Яки за книгою Йорама Канюка.
М. Бернштейн-Коган — авторка низки книг прози і поезії на івриті, кількох романів і мемуарів, а також перекладів на іврит творів світової літератури («Полтава» А. С. Пушкіна, 1945; «Патріот» Перл Бак, 1952; новели Гі де Мопассана, 1953). Серед книг — «В країні Офира» (1930), «Мефісто» (1938), «Пожежа» (1947), «Тиша» (вірші, 1961), «День у день» (розповіді, 1967), «Коріння у воді» (1976), «Як крапля в морі» (мемуари, 1971). Вірш М. Бернштейн-Коган «Ми, матері» в авторському перекладі на російську мову увійшло до збірки «Поети Ізраїлю» (Москва: Видавництво іноземної літератури, 1963).
Останні роки жила в кібуці Пальмахім із сином, а після його переїзду до США — в Рамат Ефалі.

## Родина
- Сестра — Олена (Єлизавета) Яківна Коган-Бернштейн, особиста лікарка письменника Володимира Набокова в Парижі .[7]
- Другий чоловік (з 1921) — бессарабський актор Арон Хірш (Кіппер); їх син — актор Давид Бернштейн-Коган (рід. 1921).
- Третій чоловік (з 1929) — актор Міхаель Гур (1888–1967); дочка — акторка Авіва Гур (народ. 1933, Рига, її чоловік — актор Іцхак Міхаель Шило, 1920–2007).
- Брат батька (дядько М. Я. Бернштейн-Коган) — народоволець Лев Матвійович Коган-Бернштейн (1862–1889); його син (двоюрідний брат М. Я. Бернштейн-Коган) — есер, член Установчих зборів Матвій Львович Коган-Бернштейн (1886–1918). Сестра батька — доктор медицини Анна Матвіївна Бернштейн-Коган .
- Двоюрідний брат — радянський економіко-географ Сергій Володимирович Бернштейн-Коган (1886–1959).
- Троюрідний брат — зоолог і географ Лев Семенович Берг .